# شکارچی دسته‌ای

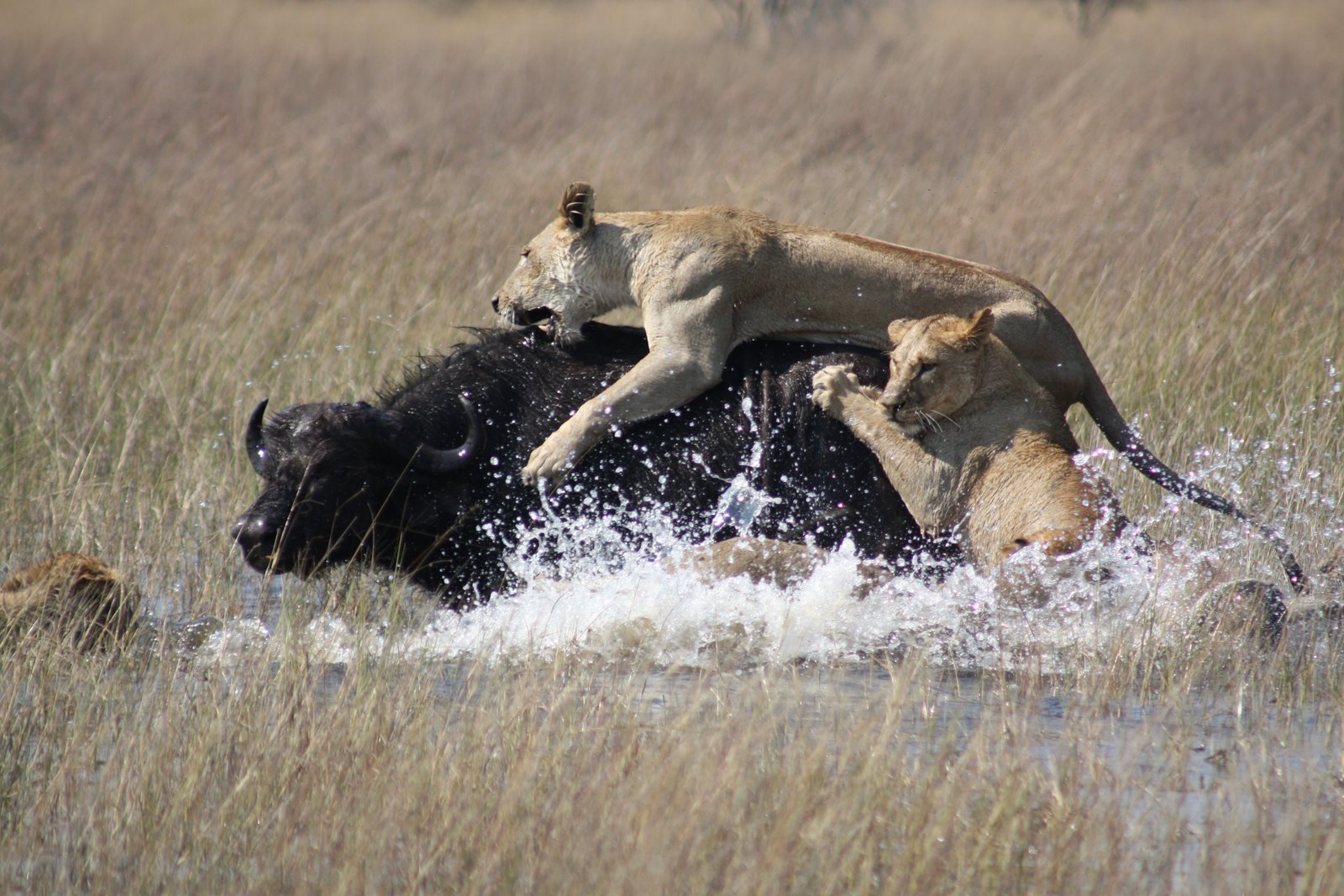
شیرها با هم کار می‌کنند تا یک گاومیش آفریقایی دماغه را از بین ببرند.

شکارچی دسته‌ای (به انگلیسی: Pack hunter) یا شکارگر اجتماعی (به انگلیسی: Social predator)، جانوری درنده است که با همکاری با سایر اعضای گونه خود، طعمه خود را شکار می‌کند. معمولاً جانورانی که به این روش شکار می‌کنند ارتباط نزدیکی با هم دارند و به استثنای شامپانزه‌ها که معمولاً تنها نرها شکار می‌کنند، همه افراد یک گروه خانواده در شکار مشارکت دارند. وقتی همکاری شکار بین دو یا چند گونه باشد، معمولاً اصطلاح گسترده‌تر شکار همیارانه (cooperative hunting) به کار می‌رود.
یک شکارچی دسته‌ای معروف گرگ خاکستری است. انسان‌ها را نیز می‌توان شکارچی دسته‌ای در نظر گرفت. دیگر پستانداران شکار دسته‌ای شامل شامپانزه‌ها، دلفین‌ها، شیرها، خدنگ کوتوله‌ها و خدنگ‌های نواری و کفتارهای خالدار هستند. شکارچیان اجتماعی پرندگان شامل باز هریس، پرندگان قصاب، سه گونه از چهار گونه کوکابورا و بسیاری از سنگ‌چشم‌های کلاه‌خودی هستند. چند شکارچی خونسرد از جمله بندپایان ساده مانند مورچه‌های ارتشی، بزماهی زین‌طلایی و گاهی تمساح‌سانان وجود دارند.

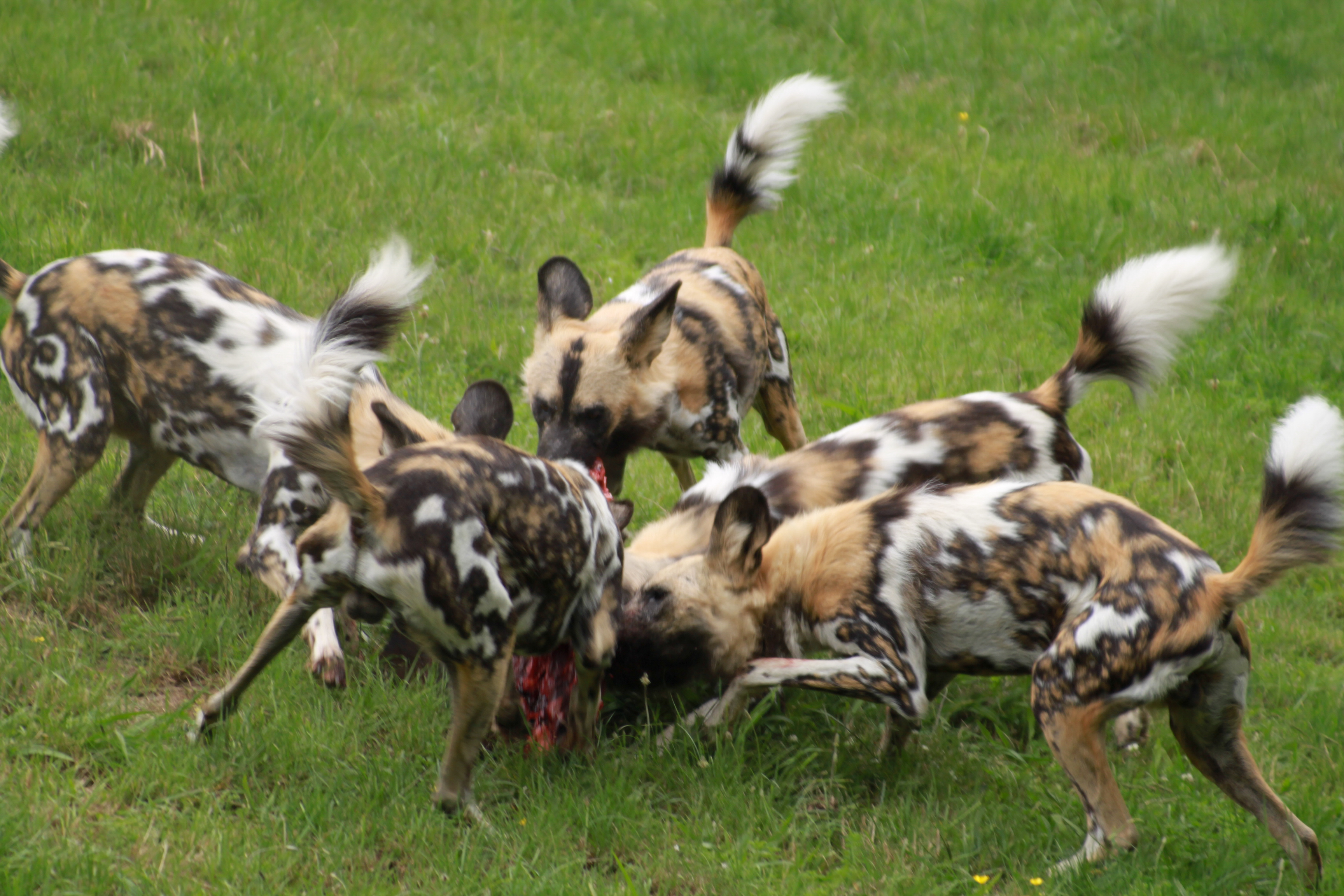
سگ‌های وحشی آفریقایی که باقیمانده شکار خود را می‌خورند

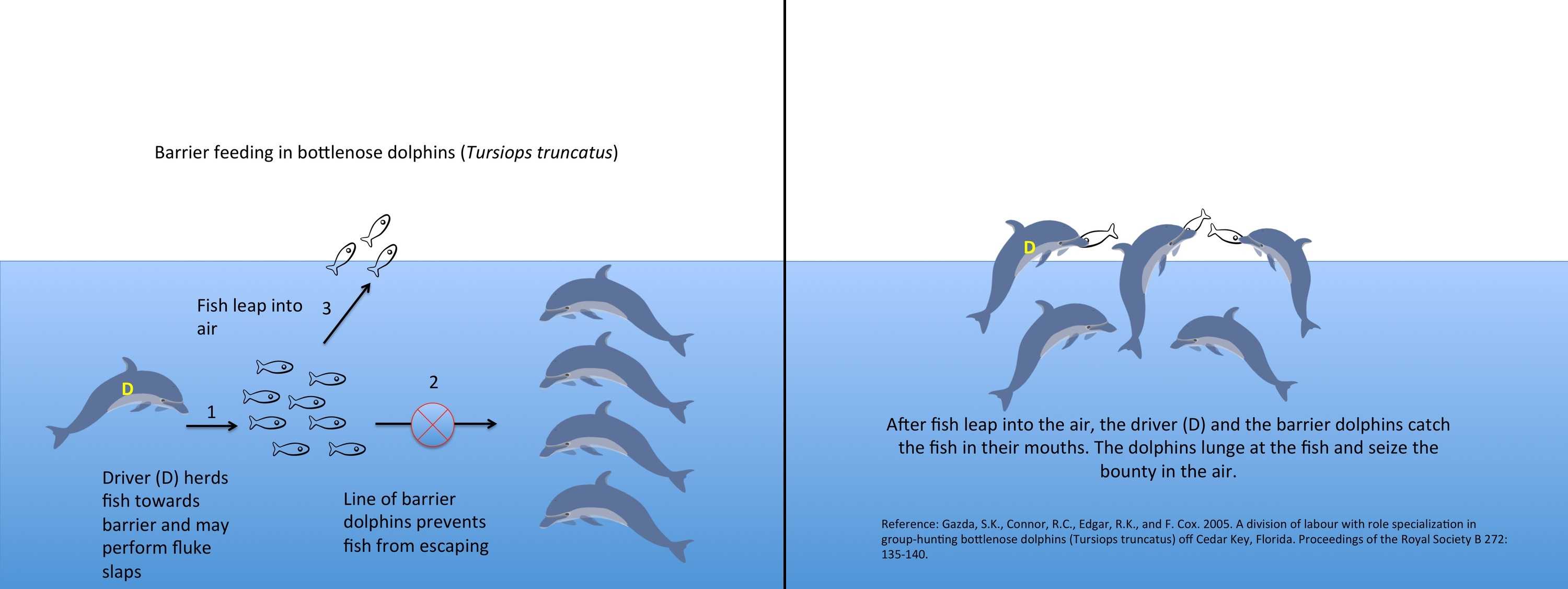
تیمی از دلفین‌ها هر یک نقش تخصصی را ایفا می‌کند تا ماهی‌ها به هوا بپرند. در این موقعیت آسیب‌پذیر، آنها طعمه آسانی برای تیم دلفین‌ها هستند.